# П'ятниця (газета)
П'я́тниця — двомовний суспільно-іронічний тижневик Харкова, що існував у минулому. Реєстраційне свідоцтво ХК № 985 від 9 липня 2003 року.